# Manuel Martínez Burgos
Manuel Martínez Burgos (Madrid, 1970) es un compositor español. 

## Biografía
Obtuvo 5 títulos superiores en Composición, Dirección de Orquesta, Musicología, Pedagogía y Guitarra en el Conservatorio Superior de Música de Madrid, institución de la cual fue Vicedirector entre 2009 y 2012.. Amplió estudios en Darmstadt-Alemania y Nueva York con figuras de la talla de Stockhausen, Wolfgang Rihm, Klaus Huber y Milton Babbitt. Igualmente amplió su formación en Composición Asistida por Ordenador en el IRCAM de París. Su tesis doctoral, realizada en la Universidad Autónoma de Madrid y dedicada a la técnica compositiva de Albéniz, recibió el premio extraordinario de doctorado en 2004. Su segunda tesis doctoral, realizada en la Universidad de Oxfordentre 2015 y 2021, versa sobre el uso de la prosodia como recurso en la composición musical. Martinez Burgos fue el primer español en doctorarse en composición por la prestigiosa universidad británica. Entre 2016 y 2021 fue profesor tutor en composición en la Universidad de Oxford. Desde 2017 es catedrático de composición en el Conservatorio Superior de Música del Principado de Asturias. Sus obras han sido interpretadas por importantes agrupaciones nacionales e internacionales tales como la Orquesta Nacional de España, la Orquesta de RTVE, la Seoul Philharmonic, la Oxford Philharmonic o la  Arthur Rubinstein Orchestra. Martínez Burgos es el compositor más premiado de su generación en España, teniendo una amplia proyección internacional. Las obras de Martínez Burgos se publican, desde 2022, en la editorial vienesa, Universal Edition. En 2023 es seleccionado por la Sociedad Internacional de Música Contemporáneapara participar en los World New Music Days, que ese año tienen lugar en Sudáfrica.

## Premios
Jurados internacionales compuestos por compositores como Tristan Murail, Gilbert Amy o Unsuk Chin han concedido a Martínez Burgos importantes premios de composición entre los que destacan:
▪ Primer y tercer premio del III Concurso Internacional de Composición Fundación  BBVA-Auditorio Nacional de Música (Madrid, 2012). Orquesta sinfónica.
▪ Primer premio Isang Yun (Seúl, 2009). Orquesta sinfónica.
▪ Primer premio Villa de Madrid- Joaquín Rodrigo (Madrid, 2006), Orquesta Sinfónica.
▪ Primer premio Sinfónico-Coral “Santander 250 años”. (Santander, 2005). Coro mixto y orquesta.
▪ Primer premio Eulalio Ferrer (México, 2011). Trío violín, violonchelo y piano.
▪ Primer premio Frederic Mompou (Barcelona, 2000). Cuarteto de cuerda.
▪ Segundo premio Auditorio Nacional-Fundación BBVA. (Madrid, 2011). Orquesta sinfónica.
▪ Segundo premio Dimitri Mitropoulos (Atenas, 2009). Orquesta sinfónica.
▪ Segundo Premio de concurso internacional de composición Grazyna Bacewicz (Academy of Music in Lodz, Polonia, 2012). Concierto para violín.
▪ Finalista I Concurso de Composición Coral RTVE (Madrid, 2000).Coro mixto a ocho voces.
▪ Finalista en el Concurso Jeunesses Musicales (Bucarest, 2006). Orquesta de cuerda.
▪ Finalista del Jurgenson Composition Contest del Conservatorio Chaikovski (Moscú, 2000). Cuarteto de cuerda.
▪ Premiado como compositor novel por la Comunidad de Madrid 1995.
▪ Premio Andrés Gaos, Diputación de La Coruña 2017.

## Obras
- Theatre 1990: Guitarra y piano Estreno en ARCO 1990.
- Manifiesto 1991: Ctro percusionistas Estreno por el Grupo Enigma, Zaragoza, 31-III-1992.
- Dia-logo: 1994 Orquesta de Cámara Premiado como compositor novel por la Comunidad de Madrid 1995.
- Tractus: 1995 Piano solo Estreno en Darmstadt Internationale Ferienkurse für Neue Musik.
- Entidad contrastada: 1996 Soprano y clarinete Estreno en el Auditorio del Museo Nacional de Arte Reina Sofía 27-X-1996.
- Renombranza: 1998 Soprano y grupo de cámara Realizada en el laboratorio de electroacústica del Centro para la Difusión de la Música Contemporánea (Centro de Arte Reina Sofía) como compositor invitado.
- Reminiscere: 2000 Cuarteto de cuerda Ganadora del Premio Frederic Mompou 2000. Editada por Boileau.
- Missa Brevis: 2000 Coro mixto a ocho voces Finalista del Concurso Conmemorativo de los 50 años del Coro de RTVE. Grabada por el sello RTVE-música. Estreno 6-X-2000.
- Counterpoints: 2001 Cuarteto de cuerda Finalista del Jurgenson Composition Contest: Tchaicovsky Conservatory of Moscow (2001).
- Sidón ibera: 2005 Coro mixto y orquesta sinfónica Primer Premio del concurso Internacional de Composición Santander 250 años. Estrenada por el Coro Lírico de Cantabria y la Orquesta Sinfónica de Castilla y León. Palacio de Festivales (Santander) Grabada por el sello RTVE-música. 29-VI-2005
- Extensions: 2005. Orquesta de cuerda. Finalista del Bucharest International Composition Competition - Europafest (Jeunesses Musicales Romania) (2006).
- Umbrales 2da sinfonía: 2006. Orquesta Sinfónica. Primer Premio del Concurso de Composición Villa de Madrid-Premio Joaquín Rodrigo 2006. Estreno por la Orquesta de la Comunidad de Madrid. Auditorio Nacional de Música. 4-V-2009
- Sibilus: 2009. Orquesta Sinfónica. Primer Premio del concurso Internacional de Composición Isang Yun 2009.
- Before Silence: 2012. Orquesta Sinfónica. Primer Premio del concurso Internacional de Composición Auditorio Nacional de Música-Auditorio Nacional.